# Dylan Chambost
Dylan Chambost (Annecy, 19 agosto 1997) è un calciatore francese, centrocampista del Columbus Crew.

## Caratteristiche tecniche
È un trequartista.

## Carriera
Cresciuto nel settore giovanile del Saint-Étienne, debutta in prima squadra il 24 gennaio 2018 in occasione dell'incontro di Coppa di Francia perso ai rigori contro il Troyes.
Nel 2019 passa a titolo definitivo proprio al Troyes. In 3 anni passati nel club francese totalizza più di 70 presenze.
Nel luglio del 2022 il contratto con il Troyes scade e viene ingaggiato nuovamente dal Saint-Étienne, in cui ha trascorso le giovanili.
L'11 giugno 2024 si trasferisce in MLS al Columbus Crew.

## Statistiche

### Presenze e reti nei club
Statistiche aggiornate al 22 ottobre 2023.
| Stagione               | Squadra                | Campionato             | Campionato | Campionato | Coppe nazionali | Coppe nazionali | Coppe nazionali | Coppe continentali | Coppe continentali | Coppe continentali | Altre coppe | Altre coppe | Altre coppe | Totale | Totale |
| Stagione               | Squadra                | Comp                   | Pres       | Reti       | Comp            | Pres            | Reti            | Comp               | Pres               | Reti               | Comp        | Pres        | Reti        | Pres   | Reti   |
| ---------------------- | ---------------------- | ---------------------- | ---------- | ---------- | --------------- | --------------- | --------------- | ------------------ | ------------------ | ------------------ | ----------- | ----------- | ----------- | ------ | ------ |
| 2016-2017              | Saint-Étienne 2        | CFA2                   | 24         | 4          |                 | -               | -               |                    | -                  | -                  |             | -           | -           | 24     | 4      |
| 2017-2018              | Saint-Étienne 2        | N3                     | 25         | 12         |                 | -               | -               |                    | -                  | -                  |             | -           | -           | 25     | 12     |
| 2018-2019              | Saint-Étienne 2        | N2                     | 25         | 4          |                 | -               | -               |                    | -                  | -                  |             | -           | -           | 25     | 4      |
| Totale Saint-Étienne 2 | Totale Saint-Étienne 2 | Totale Saint-Étienne 2 | 74         | 20         |                 | 0               | 0               |                    | -                  | -                  |             | -           | -           | 74     | 20     |
| 2017-2018              | Saint-Étienne          | L1                     | 0          | 0          | CF+CdL          | 1+0             | 0               |                    | -                  | -                  |             | -           | -           | 1      | 0      |
| 2018-2019              | Saint-Étienne          | L1                     | 0          | 0          | CF+CdL          | 1+0             | 0               |                    | -                  | -                  |             | -           | -           | 1      | 0      |
| 2019-2020              | Troyes                 | L2                     | 15         | 1          | CF+CdL          | 1+1             | 0               |                    | -                  | -                  |             | -           | -           | 17     | 1      |
| 2020-2021              | Troyes                 | L2                     | 36         | 1          | CF              | 0               | 0               |                    | -                  | -                  |             | -           | -           | 36     | 1      |
| 2021-2022              | Troyes                 | L1                     | 19         | 0          | CF              | 1               | 0               |                    | -                  | -                  |             | -           | -           | 20     | 0      |
| 2021-2022              | Troyes 2               | N3                     | 2          | 0          |                 | -               | -               |                    | -                  | -                  |             | -           | -           | 2      | 0      |
| Totale Troyes          | Totale Troyes          | Totale Troyes          | 70         | 2          |                 | 3               | 0               |                    | -                  | -                  |             | -           | -           | 73     | 2      |
| 2022-2023              | Saint-Étienne          | L2                     | 28         | 3          | CF              | 1               | 0               |                    | -                  | -                  |             | -           | -           | 29     | 3      |
| 2023-2024              | Saint-Étienne          | L2                     | 8          | 1          | CF              | -               | -               |                    | -                  | -                  |             | -           | -           | 8      | 1      |
| Totale Saint-Étienne   | Totale Saint-Étienne   | Totale Saint-Étienne   | 36         | 4          |                 | 3               | 0               |                    | -                  | -                  |             | -           | -           | 39     | 4      |
| Totale carriera        | Totale carriera        | Totale carriera        | 182        | 28         |                 | 6               | 0               |                    | -                  | -                  |             | -           | -           | 188    | 28     |

## Palmarès

### Club

#### Competizioni nazionali
- Campionato francese di seconda divisione: 1

Troyes: 2020-2021

#### Competizioni internazionali
- Leagues Cup: 1

Columbus Crew: 2024